# Helcystogramma
Helcystogramma är ett släkte av fjärilar som beskrevs av Philipp Christoph Zeller 1877. Helcystogramma ingår i familjen stävmalar.

## Bildgalleri

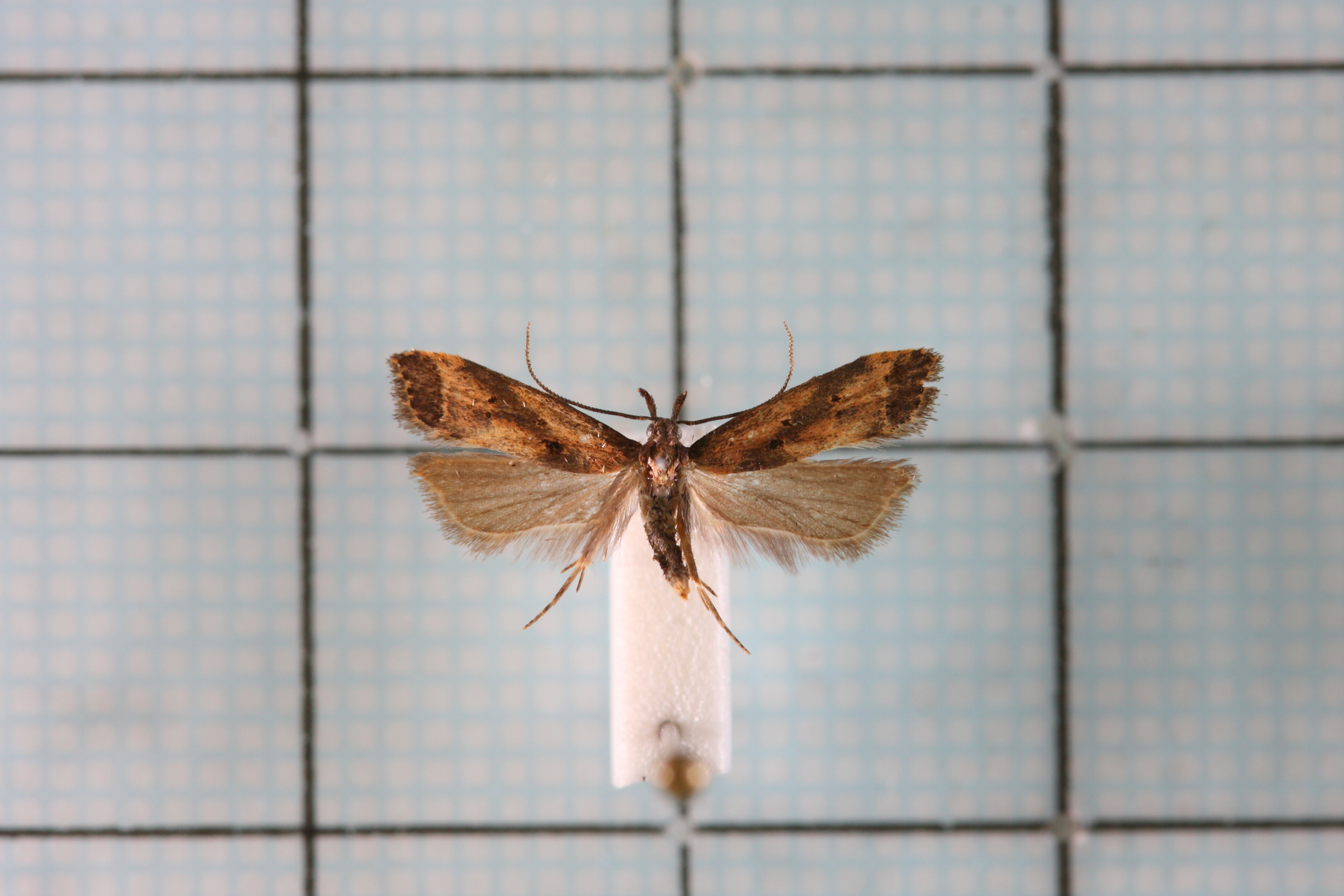
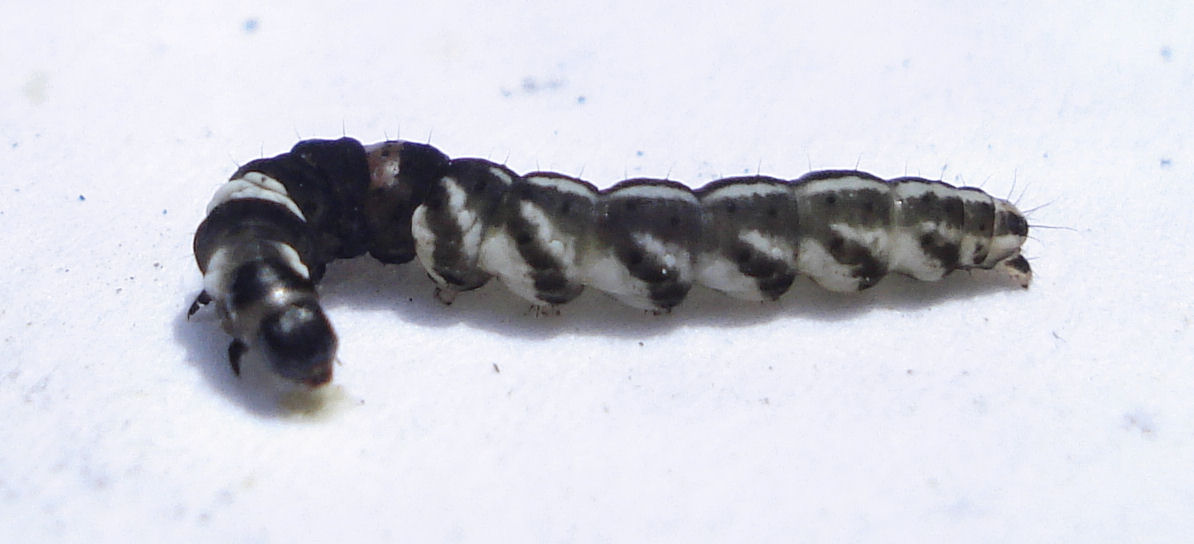
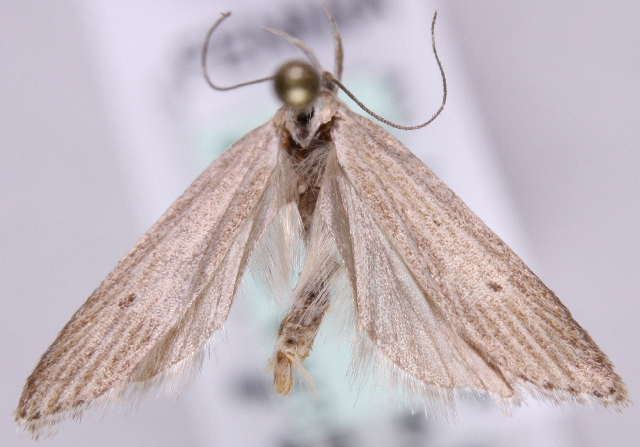

## Dottertaxa tillHelcystogramma, i alfabetisk ordning[1][2]
- Helcystogramma abortiva
- Helcystogramma adaequata
- Helcystogramma amethystina
- Helcystogramma archigrapha
- Helcystogramma armata
- Helcystogramma arotraea
- Helcystogramma aruritis
- Helcystogramma badia
- Helcystogramma balteata
- Helcystogramma brabylitis
- Helcystogramma brunneotincta
- Helcystogramma carycastis
- Helcystogramma casca
- Helcystogramma cerinura
- Helcystogramma chalyburga
- Helcystogramma chambersella
- Helcystogramma choristis
- Helcystogramma cinerea
- Helcystogramma conturbata
- Helcystogramma convolvuli
- Helcystogramma cornuta
- Helcystogramma craticula
- Helcystogramma cricopa
- Helcystogramma crypsilychna
- Helcystogramma crypsinoma
- Helcystogramma daedalea
- Helcystogramma delocosma
- Helcystogramma deltophora
- Helcystogramma diaphanella
- Helcystogramma digitata
- Helcystogramma dryadopa
- Helcystogramma ectopon
- Helcystogramma effera
- Helcystogramma emigrans
- Helcystogramma engrapta
- Helcystogramma euargyra
- Helcystogramma eudela
- Helcystogramma fernaldella
- Helcystogramma fiscinata
- Helcystogramma graphicodes
- Helcystogramma gypsaspis
- Helcystogramma hapalyntis
- Helcystogramma hemiopa
- Helcystogramma hibisci
- Helcystogramma hoplophora
- Helcystogramma horista
- Helcystogramma hystricella
- Helcystogramma idiastis
- Helcystogramma inaequepulvella
- Helcystogramma inerudita
- Helcystogramma infibulata
- Helcystogramma iridosoma
- Helcystogramma isabella
- Helcystogramma juventella
- Helcystogramma lamprostoma
- Helcystogramma leucoplecta
- Helcystogramma leucopleura
- Helcystogramma lineolella
- Helcystogramma lithostrota
- Helcystogramma lochistis
- Helcystogramma luminosa
- Helcystogramma lutatella
- Helcystogramma lyrella
- Helcystogramma macroscopa
- Helcystogramma malacogramma
- Helcystogramma meconitis
- Helcystogramma melanocarpa
- Helcystogramma melantherella
- Helcystogramma melissia
- Helcystogramma mercedella
- Helcystogramma metallica
- Helcystogramma microsema
- Helcystogramma musicopa
- Helcystogramma nesidias
- Helcystogramma neurograpta
- Helcystogramma obfuscata
- Helcystogramma obscurata
- Helcystogramma obseratella
- Helcystogramma obsoleta
- Helcystogramma octophora
- Helcystogramma pantheropa
- Helcystogramma parvipulvella
- Helcystogramma perceptella
- Helcystogramma philomusa
- Helcystogramma phryganitis
- Helcystogramma probolaspis
- Helcystogramma ribbeella
- Helcystogramma rufescens
- Helcystogramma rusticella
- Helcystogramma scutata
- Helcystogramma sepiella
- Helcystogramma septella
- Helcystogramma sertigera
- Helcystogramma servilis
- Helcystogramma simplex
- Helcystogramma spilopis
- Helcystogramma stellatella
- Helcystogramma subalbella
- Helcystogramma subalbusella
- Helcystogramma symbolica
- Helcystogramma tegulella
- Helcystogramma terrella
- Helcystogramma thaumalea
- Helcystogramma thesmiopa
- Helcystogramma thiostoma
- Helcystogramma triannulella
- Helcystogramma trichocyma
- Helcystogramma trigonella
- Helcystogramma trimaculella
- Helcystogramma verberata
- Helcystogramma victrix
- Helcystogramma virescens
- Helcystogramma xerastis
- Helcystogramma zapyrodes
- Helcystogramma zulu